# 이극증
이극증(李克增, 1431년 ~ 1494년)은 조선 전기의 문신이며, 영의정을 지낸 이극배와 형조판서를 지낸 이극감의 동생이고, 좌찬성을 지낸 이극돈과 좌의정을 지낸 이극균의 형이다. 광주 이씨 명문으로 유명했다. 이세좌와도 일족관계를 구성했다. 자(字)는 경위(景祁), 시호는 공장(恭長).

## 생애
세조 때 문과에 급제하여 병조좌랑, 성균관직강, 의정부검상, 행부사직을 지내다가 1467년에 동부승지를 제수받으면서 당상관에 올랐고 우부승지와 우승지를 거쳐서 좌승지에 올랐고 예종 즉위 후에도 계속 좌승지에 있다가 성종 즉위 후에 도승지에 임명되었다. 1470년에 정경의 반열에 오르면서 이조판서가 되었고 1473년에는 호조판서로 옮겼다. 1477년에는 전라도관찰사로 외직에 나갔다가 이후 1478년에는 내직으로 돌아와서 우참찬과 좌참찬을 했고 1479년에는 병조판서에 제수되었다. 이후 광천군에 봉해졌으며 1481년에는 형조판서로 다시 제수되었다. 이후 지경연사를 겸하다가 1482년에는 우참찬에 다시 제수되었고 1483년에는 좌참찬에 제수되었다. 그러다가 다시 병조판서가 되었다. 병조판서를 사임하고 숭정대부에 봉해졌으며 이후 황해도진휼사로 빈민들을 구제하기도 했다. 이후 동지성균관사 등을 역임하다가 한성부판윤 등을 지냈고 1494년에 병으로 별세한다.

## 가족 관계
영의정 이극배, 형조판서 이극감의 동생이고 좌찬성 이극돈, 좌의정 이극균의 형이며, 이세좌와도 일족 관계를 형성했다.